# Districtul Pomoravlje
Districtul Pomoravlie (în sârbă Поморавски округ) este o unitate administrativă de gradul I, situată în partea de nord a Serbiei. Reședința sa este orașul Jagodina. Cuprinde 6 comune care la rândul lor sunt alcătuite din localități (orașe și sate).

## Comune
- Iagodina
- Cupria
- Paracin
- Svilainaț
- Despotovaț
- Recovaț